# Cranio del Gawis

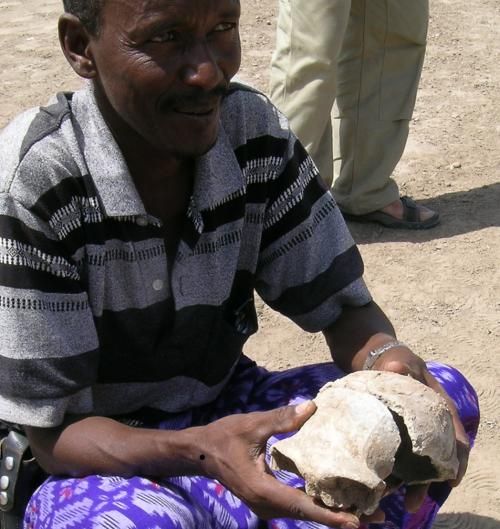
Asahmed Humet con il cranio del Gawis, poco dopo la sua scoperta

Il cranio del Gawis è il teschio di un ominide scoperto il 16 febbraio 2006 nei pressi del canale di Gawis, un affluente dell'Auasc nel triangolo di Afar in Etiopia. Il cranio, nonostante gli strati di cenere vulcanica che lo ricoprivano, è stato datato vagamente tra i 200 000 ed i 500 000 anni fa, a causa di sfortunate proprietà tafonomiche.

## Scoperta
Il teschio fu scoperto da Asahmed Humet, membro del Gona Paleoanthropological Research Project. Asahmed Humet rinvenne in un piccolo burrone un fossile appena riaffiorato. Il burrone faceva parte del bacino di drenaggio del fiume Gawis, nella regione degli Afar, 450 km a nord-est di Addis Abeba.
La scoperta del 2006 fu resa nota da Sileshi Semaw, direttore del Gona Project, il quale sospettava che il cranio potesse essere un anello mancante dell'evoluzione umana, spiegando che sembrava porsi tra le fasi di Homo erectus e Homo sapiens.
Il fiume Gawis si trova nell'area di studio del Gona Research Project, ovvero la valle del fiume Auash. Subito ad est di Gona, nel sito di Hadar, lo scienziato statunitense Donald Johanson trovò nel 1974 i resti di un Australopithecus afarensis vecchio di 3,2 milioni di anni, la famosa Lucy. Il Medio Auash', sito di ritrovamento di numerosi altri ominidi, si trova a sud.

## Reperto
Il teschio è un cranio quasi completo di quello che si crede essere stato un antenato umano del periodo Ioniano. Anche se è diverso dal cranio di un uomo moderno, la parte che racchiude il cervello, la parete superiore ed i denti mostrano prove certe del fatto che si tratti del cranio di ominide.
Nello stesso sito archeologico sono stati trovati numerosi attrezzi in pietra e fossili animali.